# Parque Nacional de Söderåsen
O   Parque Nacional de Söderåsen  - em sueco Söderåsens Nationalpark - é um parque nacional localizado no interior da província histórica da Escânia, na Suécia.

Fica situado nos municípios de Klippan e  Svalöv,  a 30 km a leste de Helsingborg.

Tem uma área de 16,25 km2, e foi inaugurado em 2001.

Especialmente visitados neste parque são a ravina de Skäralid, o lago Odensjön e os miradouros em Kopparhatten, Hjortsprånget e Lierna.

Para pernoitar no parque, existem dois abrigos florestais em Liagården e Dahlbergs, assim como a cabana de Kilahuset.

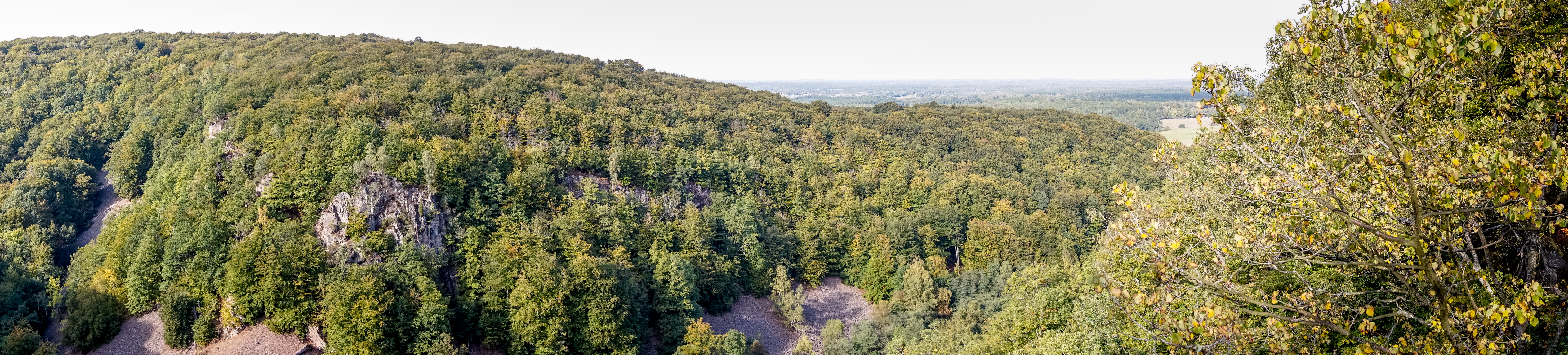
Vista panorâmica do parque
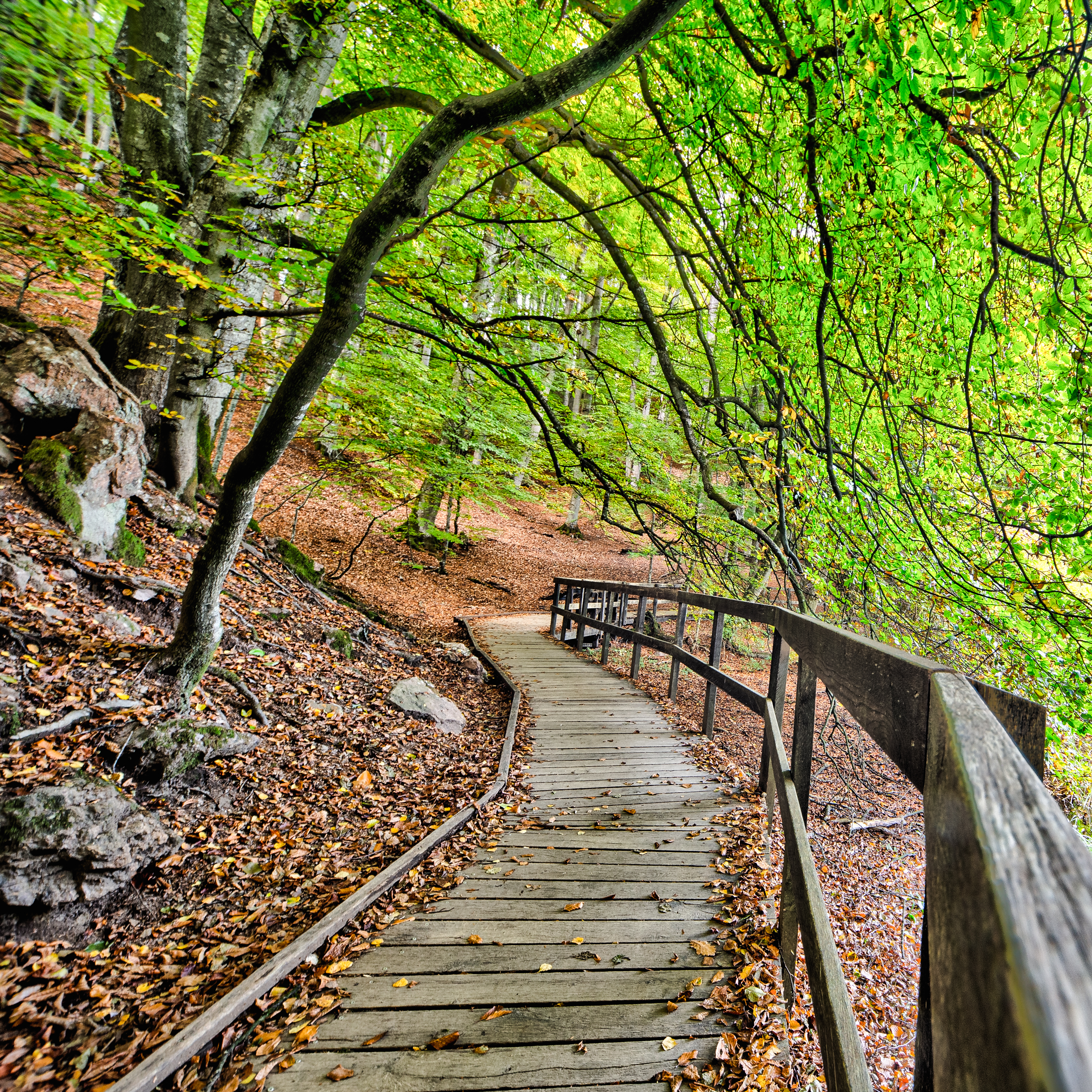
Passadiço
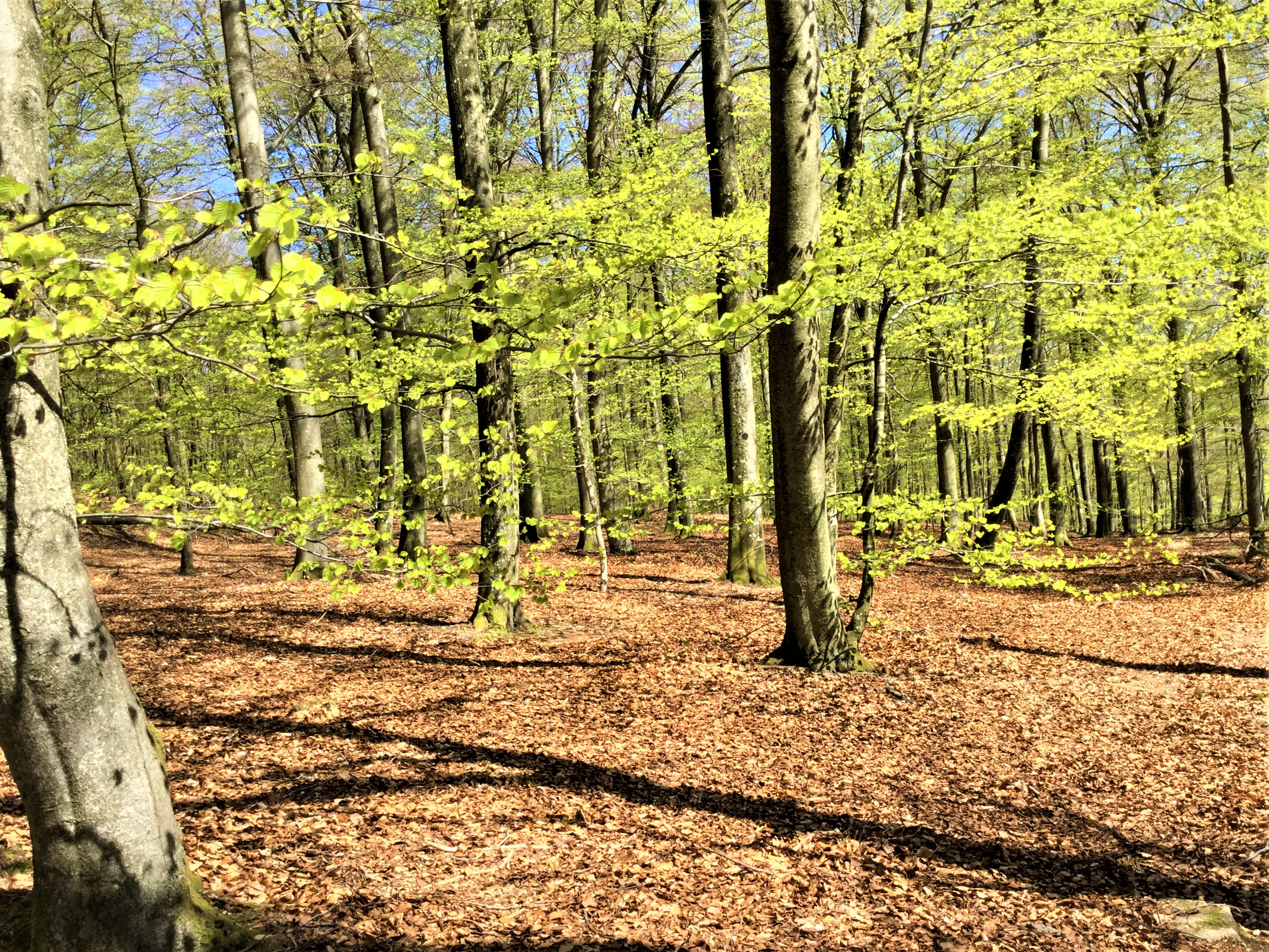
Floresta de faias na primavera
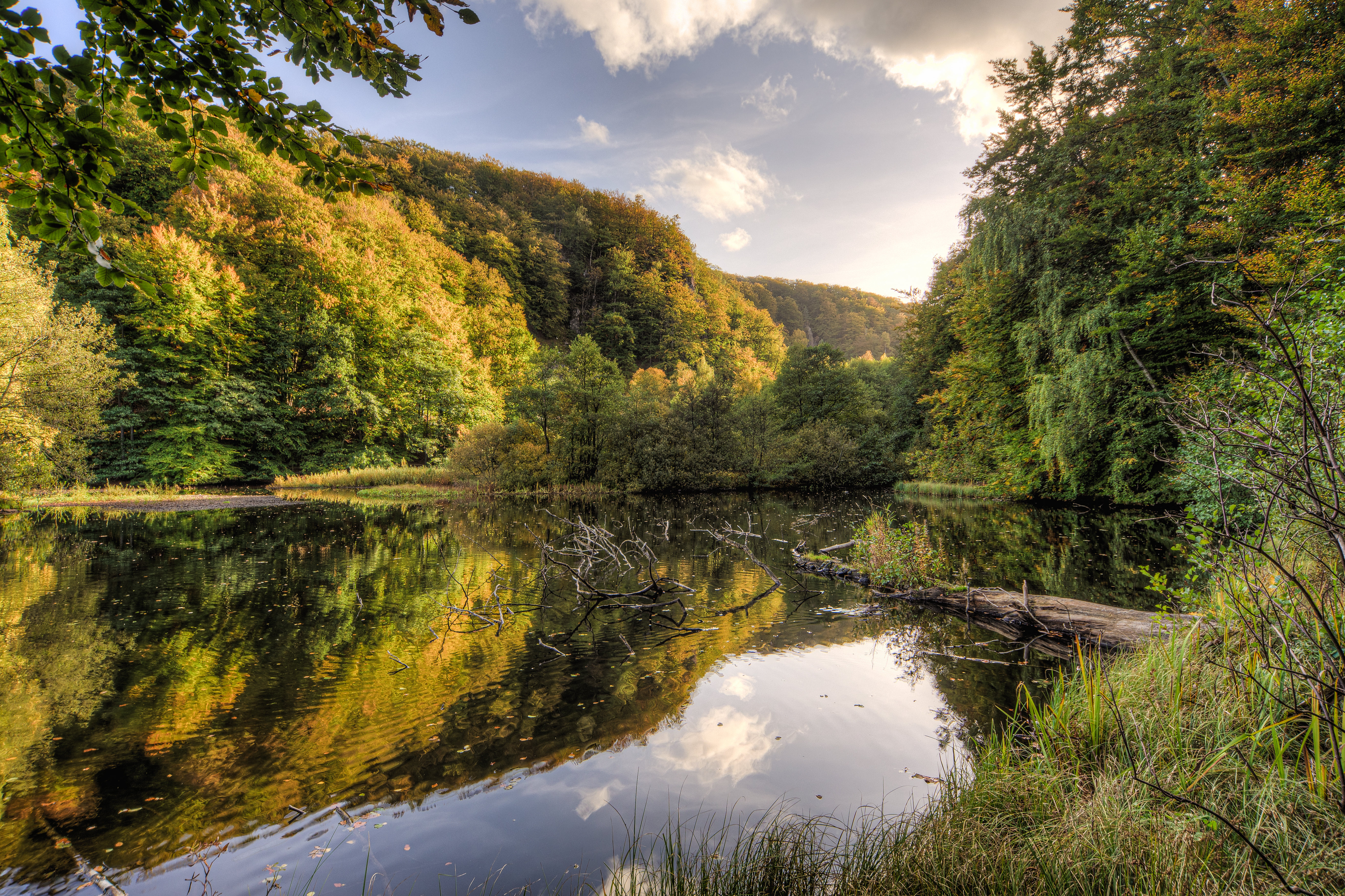
Skäralidsdammen